# 深坑豆腐

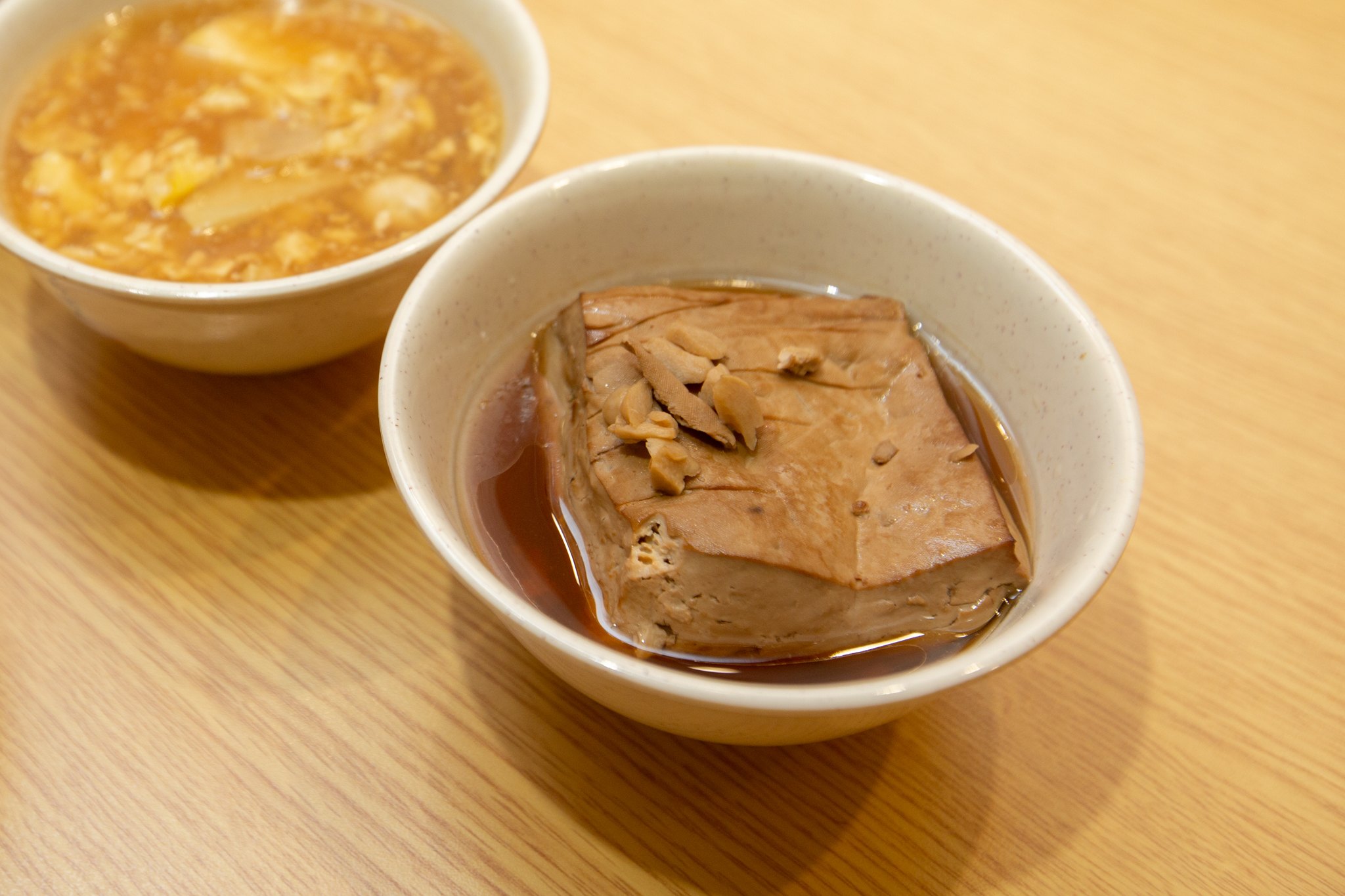

深坑豆腐，是台灣新北市深坑區有名的小吃之一，因為水質清澈，並以鹽鹵(非一般石膏製作)及木材燃料人工製作，有特殊的柴香味。深坑鄰近台北市青山綠水景緻秀麗，鄰近貓空、文山包種茶產區、木柵動物園、政治大學、佛教華梵大學，自1950年代開始即為北部著名景點小吃，每逢假日人山人海，數十家豆腐餐廳座無虛席。

## 紅燒豆腐
- 深坑豆腐招牌菜。